# بيتر جي. كلاين
بيتر جي. كلاين (بالإنجليزية: Peter G. Klein)‏ هو اقتصادي أمريكي، ولد في 1966.